# Suna (bispo)
Suna ou Suno (séc. VI - fl. 580-600) foi um bispo ariano de Mérida, na atual província de Badajoz (Espanha) de origem gótica.

## Biografia
Após a conversão do rei Recaredo ao catolicismo em 587, Suna e os nobres góticos Sega e Vagrila, provavelmente condes, planejaram assassinar o bispo católico local, Masona, e o duque da Lusitânia Cláudio e levantar toda a província, proclamando seguramente Sega rei. Não sabemos o desenvolvimento da conspiração, mas parece que contou com o apoio de alguns nobres góticos cripto-arianos que queriam restaurar o arianismo, bem como de hispânicos que por diferentes razões preferiram Sega como rei. Após o fracasso da tentativa de assassinato de Masona, um dos conspiradores, o futuro rei Viterico, certamente um conde na época, revelou os detalhes da trama. Cláudio reprimiu facilmente a tentativa.
Sega teve as mãos decepadas, punição que parece ter sido reservada aos usurpadores, seus bens foram confiscados e ele foi banido para a Galécia. Vagrila refugiou-se na Basílica de Santa Eulália, e o rei ordenou que os seus bens fossem confiscados e entregues à referida igreja, mas o bispo Masona perdoou-o e devolveu-lhes.
Foi oferecido a Suna outro bispado caso se convertesse ao catolicismo, o bispado ariano de Mérida teve que ser suprimido e o católico já estava coberto; De qualquer forma, o bispado oferecido não seria metropolitano. Suna recusou e foi banido, marchando para a Mauritânia, onde difundiu o arianismo até à sua morte violenta, cuja data é desconhecida, embora se presuma que tenha ocorrido por volta de 600.